# Soejima Taneomi

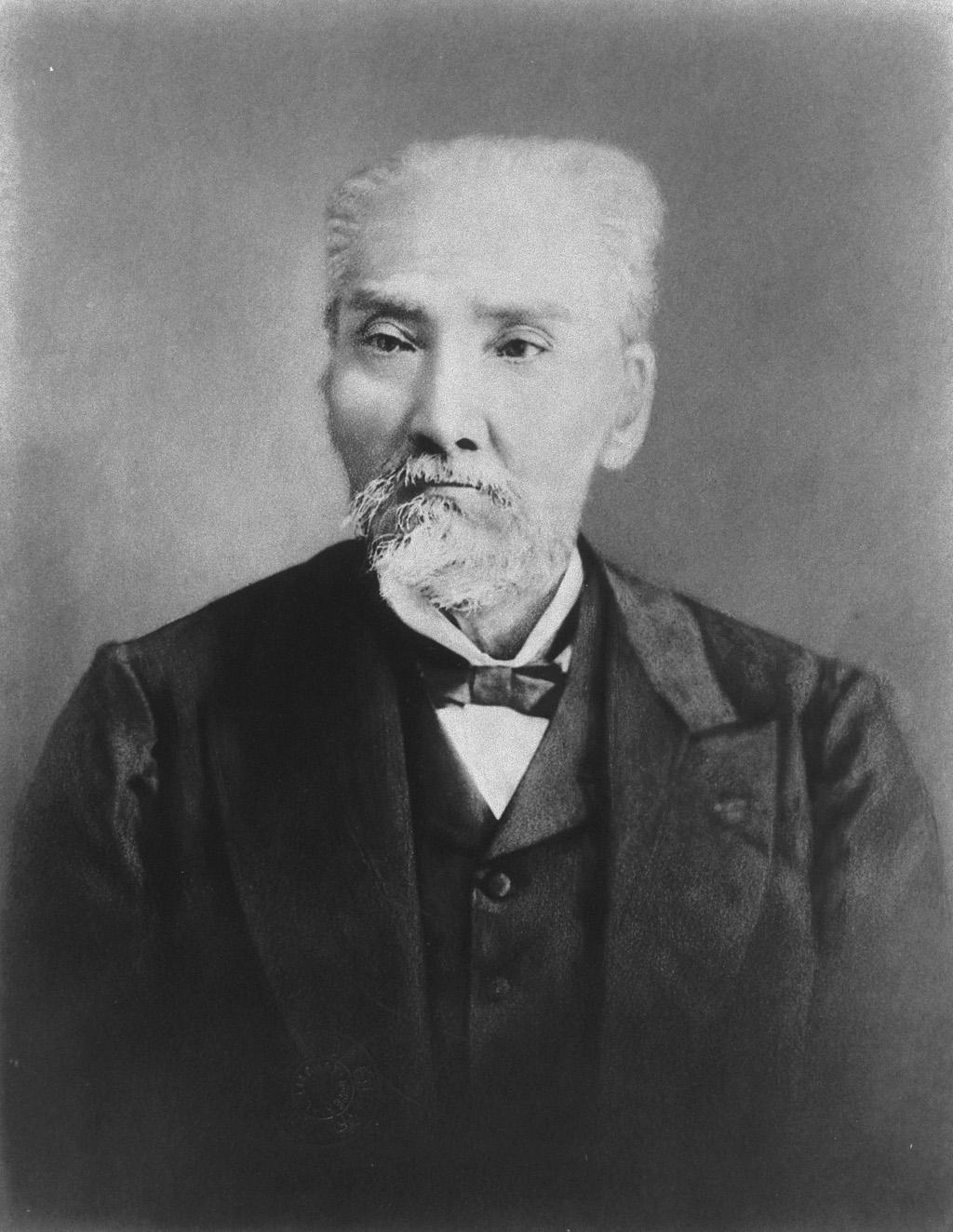
Soejima Taneomi

Soejima Taneomi (japanisch 副島 種臣; geb. 17. Oktober 1828 in der Provinz Hizen, heute Präfektur Saga; gest.  31. Januar 1905) war ein japanischer Politiker der Meiji-Zeit.

## Leben und Wirken

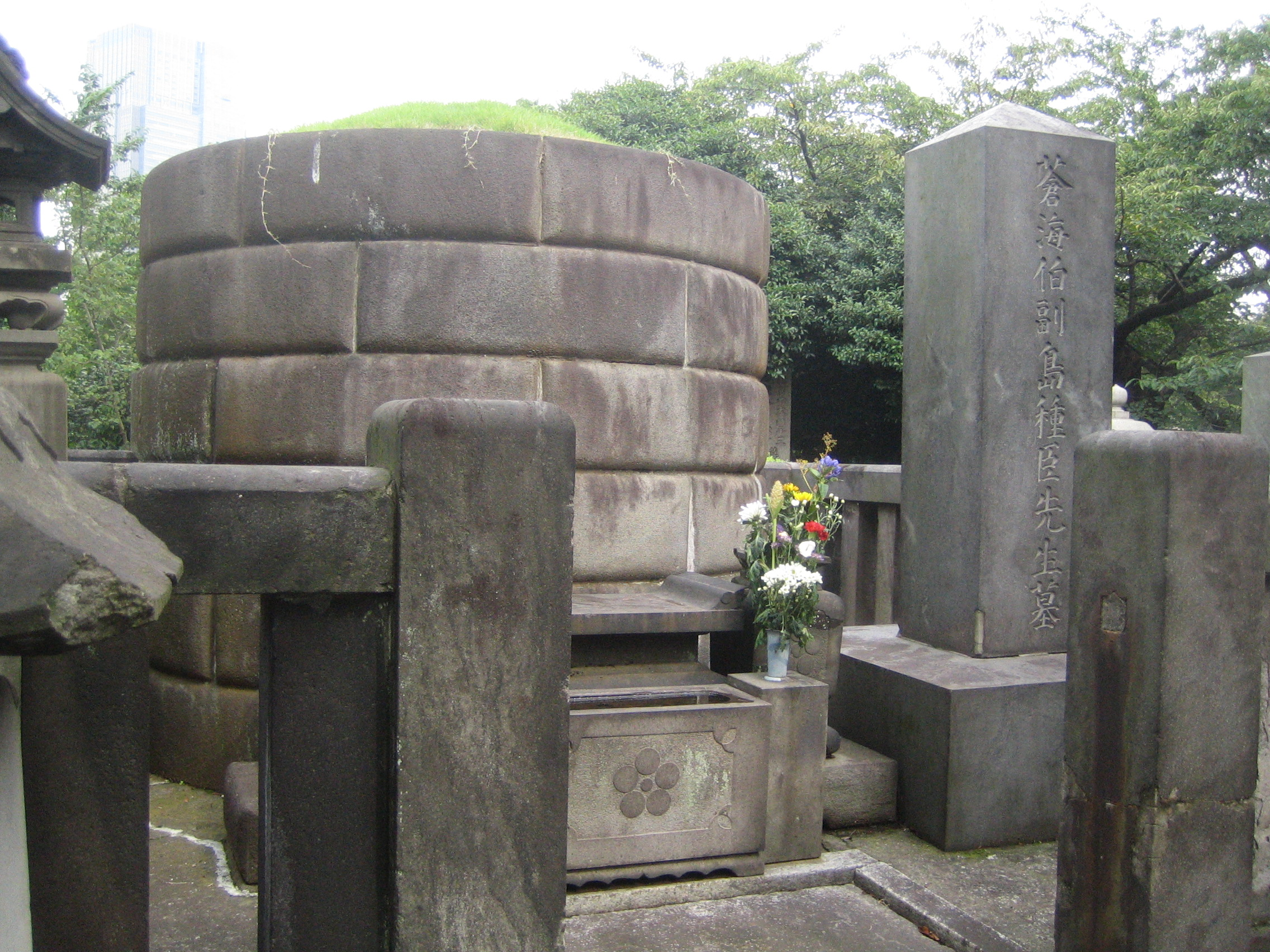
Grab auf dem Friedhof Aoyama

Soejima studierte Englisch in Nagasaki und schloss sich der Bewegung an, die die das Shogunat der Tokugawa zu stürzen beabsichtigte. Nach der Meiji-Restauration 1868 war er, zusammen mit Fukuoka Takachika (福岡 孝弟; 1835–1919), an der Formulierung „Verfassung von 1868“, des Seitaisho (政体書), beteiligt. Er war von 1869 bis 1871 Mitglied des Staatsrats, nahm dann als Außenminister von 1871 bis 1873 eine entschiedene Haltung ein bei der Behandlung des Maria-Luz-Zwischenfalls und bei der Ermordung von Fischern der Ryūkyū-Inseln auf Taiwan, die schließlich zur Formosa-Expedition 1872 führte. 1873 führte Soejima eine Mission an, die nach Peking reiste, um dort die Taiwan-Frage zu erörtern, trat dann aber von seinem Posten wegen seiner Haltung zu einem möglichen Einmarsch in Korea, bekannt unter dem Namen „Seikanron“, zurück.
1874 reichte er, zusammen mit Itagaki Taisuke ein Gesuch ein, das einen gewählten Reichstag zum Ziel hatte, aber er spielte dann keine weitere Rolle innerhalb der Bewegung, die die Rechte des Volkes durchsetzen wollte. Er wurde 1884 zum Grafen ernannt, wurde 1886 Berater des Hofes und war von 1888 bis 1905 Mitglied im Geheimen Staatsrat, wobei er von 1891 bis 1892 als Vizepräsident fungierte. – Soejima war 1892 kurz Innenminister, er trat zurück wegen Wahlbeeinflussung. 1891 gründete er die „Gesellschaft des Ostens“ (東方協会, Tōhō kyōkai) zum Studium der Politik für Ostasien.